# Rzymska wojna domowa (312–324)
Rzymska wojna domowa w latach 312-324 – seria konfliktów zbrojnych wewnątrz cesarstwa rzymskiego zapoczątkowana kryzysem systemu tetrarchii ustanowionego przez Dioklecjana pod koniec III wieku n.e. W wyniku wojen Konstantyn został najpierw władcą Zachodu, a po pokonaniu w 324 roku Licyniusza całego cesarstwa.

## Najważniejsze bitwy wojny

### Wojna Konstantyna zMaksencjuszem
- 312 n.e.
  - oblężenie Suzy (Segusio) Konstantyn-Maksencjusz (wojska Konstantyna zdobywają miasto)
  - bitwa pod Weroną Konstantyn-Maksencjusz (zwycięstwo Konstantyna)
  - bitwa pod Augusta Taurinorum (Turyn) Konstantyn-Maksencjusz (zwycięstwo wojsk Konstantyna)
  - bitwa pod Boryksją (Brescią) Konstantyn-Maksencjusz (zwycięstwo wojsk Konstantyna)
  - bitwa przy moście Mulwijskim Konstantyn-Maksencjusz

### Wojna Licyniusza zMaksyminem Dają
- 313 n.e.
  - bitwa pod Adrianopolem Licyniusz-Maksymin Daja (zwycięstwo Licyniusza)

### Wojna Licyniusza z Konstantynem
- 314 n.e.
  - bitwa pod Kybalis Licyniusz-Konstantyn (zwycięstwo Konstantyna)
- 316 n.e.
  - bitwa na równinie Mardii Licyniusz-Konstantyn
- 324 n.e.
  - bitwa morska w Hellesponcie Licyniusz-Konstantyn
- 324 n.e.
  - bitwa pod Adrianopolem Licyniusz-Konstantyn (klęska Licyniusza pod Adrianopolem nad rzeką Ebros)
- 324 n.e.
  - Oblężenie Bizancjum (Konstantyn zdobywa miasto)
- 324 n.e.
  - bitwa pod Chryzopolis Licyniusz-Konstantyn